# Pablo Albano
Pablo Alberto Albano (Buenos Aires, 11 de abril de 1967) es un extenista argentino.
Su entrenador fue el tenista Charlie Gattiker (1956-2010).

## Torneos del Grand Slam

### Dobles Mixtos

#### Finalista (1)
| Año  | Campeonato | Compañera    | Oponentes en la final      | Resultado   |
| 1997 | US Open    | Mercedes Paz | Manon Bollegraf Rick Leach | 6-4 5-7 6-7 |

## Torneos ATP (9; 0+9)

### Dobles (9)

#### Títulos
| Leyenda                |
| Grand Slam (0)         |
| Tennis Masters Cup (0) |
| ATP Masters Series (0) |
| ATP Tour (9)           |

| N.º | Fecha                    | Torneo     | Superficie    | Pareja           | Oponentes en la final            | Resultado      |
| --- | ------------------------ | ---------- | ------------- | ---------------- | -------------------------------- | -------------- |
| 1.  | 10 de septiembre de 1990 | Ginebra    | Tierra batida | David Engel      | David Lewis Neil Borwick         | 6-3 7-6        |
| 2.  | 13 de septiembre de 1993 | Burdeos    | Dura          | Javier Frana     | David Adams Andrei Olhovskiy     | 7-6 4-6 6-3    |
| 3.  | 5 de agosto de 1996      | San Marino | Tierra batida | Lucas Arnold Ker | Mariano Hood Sebastián Prieto    | 6-1 6-3        |
| 4.  | 12 de agosto de 1996     | Umag       | Tierra batida | Luis Lobo        | Girts Dzelde Udo Plamberger      | 6-4 6-1        |
| 5.  | 24 de febrero de 1997    | Milán      | Moqueta       | Peter Nyborg     | David Adams Andrei Olhovskiy     | 6-4 7-6        |
| 6.  | 28 de abril de 1997      | Múnich     | Tierra batida | Àlex Corretja    | Karsten Braasch Jens Knippschild | 3-6 7-5 6-2    |
| 7.  | 28 de septiembre de 1998 | Mallorca   | Tierra batida | Daniel Orsanic   | Jiří Novák David Rikl            | 7-6 6-3        |
| 8.  | 6 de marzo de 2000       | Bogotá     | Tierra batida | Lucas Arnold Ker | Joan Balcells Mauricio Hadad     | 7-6(4) 1-6 6-2 |
| 9.  | 24 de julio de 2000      | Kitzbühel  | Tierra batida | Cyril Suk        | Joshua Eagle Andrew Florent      | 6-3 3-6 6-3    |

#### Finalista (9)
| N.º | Fecha                    | Torneo     | Superficie    | Pareja              | Oponentes en la final               | Resultado       |
| --- | ------------------------ | ---------- | ------------- | ------------------- | ----------------------------------- | --------------- |
| 1.  | 21 de agosto de 1989     | San Marino | Tierra batida | Gustavo Luza        | Simone Colombo Claudio Mezzadri     | 4-6 1-6         |
| 2.  | 1 de noviembre de 1993   | Sao Paulo  | Tierra batida | Javier Frana        | Sergio Casal Emilio Sánchez Vicario | 6-4 6-7 4-6     |
| 3.  | 7 de agosto de 1995      | San Marino | Tierra batida | Federico Mordegan   | Jordi Arrese Andrew Kratzmann       | 6-7 6-3 2-6     |
| 4.  | 30 de septiembre de 1996 | Marbella   | Tierra batida | Lucas Arnold Ker    | Andrew Kratzmann Jack Waite         | 7-6 3-6 4-6     |
| 5.  | 14 de abril de 1997      | Barcelona  | Tierra batida | Àlex Corretja       | Alberto Berasategui Jordi Burillo   | 3-6 5-7         |
| 6.  | 5 de octubre de 1998     | Palermo    | Tierra batida | Daniel Orsanic      | Donald Johnson Francisco Montana    | 4-6 6-7         |
| 7.  | 25 de septiembre de 2000 | Palermo    | Tierra batida | Marc-Kevin Goellner | Tomás Carbonell Martín García       | Walkover        |
| 8.  | 9 de abril de 2001       | Casablanca | Tierra batida | David Macpherson    | Michael Hill Jeff Tarango           | 6-7(2) 3-6      |
| 9.  | 10 de septiembre de 2001 | Bucarest   | Tierra batida | Marc-Kevin Goellner | Aleksandar Kitinov Johan Landsberg  | 4-6 7-6(5) 6-10 |

#### Clasificación en torneos del Grand Slam
| Torneo               | 2001 | 2000 | 1999 | 1998 | 1997 | 1996 | 1995 | 1994 | 1993 | 1992 | 1991 | 1990 | Títulos |
| -------------------- | ---- | ---- | ---- | ---- | ---- | ---- | ---- | ---- | ---- | ---- | ---- | ---- | ------- |
| Abierto de Australia | -    | -    | 1r   | 3r   | 2r   | -    | -    | 1r   | -    | 2r   | -    | -    | 0       |
| Roland Garros        | 1r   | 2r   | SF   | 1r   | 1r   | 1r   | 1r   | 2r   | 3r   | SF   | 1r   | 1r   | 0       |
| Wimbledon            | 3r   | 1r   | 2r   | 2r   | 2r   | 1r   | 1r   | 2r   | 2r   | -    | CF   | 1r   | 0       |
| US Open              | 1r   | 2r   | 2r   | 1r   | 2r   | -    | 2r   | 1r   | 1r   | 1r   | -    | 1r   | 0       |
| Tennis Masters Cup   | -    | -    | -    | -    | -    | -    | -    | -    | -    | -    | -    | -    | 0       |